# Tower of Voices
La Tower of Voices est une tour américaine dans le comté de Somerset, en Pennsylvanie. Érigée pour commémorer le vol 93 United Airlines qui s'est écrasé à proximité, elle est protégée au sein du Flight 93 National Memorial. Elle est haute de 93 pieds.